# Leal oposición
En los sistemas parlamentarios de gobierno, especialmente en los de raíz anglosajona, leal oposición es el término que se aplica a los partidos de la oposición, especialmente de entre ellos a los mayoritarios, para indicar que las partidos que no gobiernan pueden oponerse a las actuaciones del gobierno (que habitualmente incluye al partido que ha recibido mayor número de escaños en la cámara legislativa) manteniendo sin embargo la fidelidad a la fuente de poder del propio gobierno. Así, el concepto permite el disenso necesario para un correcto funcionamiento democrático, de modo que las políticas del gobierno en ejercicio pueden ser impugnadas sin temor a que los partidos de oposición puedan ser acusados de traición contra el Estado. La idea de una oposición inquisitorial que pide cuentas al gobierno en ejercicio nació en Gran Bretaña.

## Uso del término
El concepto de "leal oposición" está presente en varios Estados de la Commonwealth, denominada formalmente La Muy Leal Oposición de Su Majestad, y de manera informal como la "oposición oficial" (Official opposition), que suele tener a la cabeza al jefe del partido de la oposición con el segundo mayor número de escaños designado como Líder de la Leal Oposición de Su Majestad. 
Esta tradición surgió en el Reino Unido durante el siglo XVIII, pero no fue hasta un debate de 1826 en el Parlamento británico en que John Hobhouse acuñó el término Leal Oposición de Su Majestad. Se considera que el término favorece la posición del soberano, puesto que la oposición se dedica entonces al escrutinio de las políticas y la legislación del gobierno, y no a apoyar disputas entre pretendientes al trono (se convierte en la oposición de su Majestad, no a ella).  
El término tiene arraigo en varios países más de la Commonwealth debido a su condición de excolonias británicas, a las que las instituciones parlamentarias británicas fueron trasladadas.
El término ha hecho asimismo fortuna, en sentido amplio, en ciencia política para referirse a una oposición como "una fuerza política, de entre un contexto pluralista, que participa de la acción del poder, verificando su regularidad, discutiendo sus orientaciones e influyendo en sus decisiones a través del ejercicio de las distintas formas de control", en lugar de una "relación polémica entre grupos que tienden a excluirse o anularse recíprocamente".